# Rödvit dvärgrall
Rödvit dvärgrall (Rufirallus leucopyrrhus) är en fågel i familjen rallar inom ordningen tran- och rallfåglar.

## Utseende och läte
Rödvit dvärgrall är en liten (14–16 cm) rall med karakteristiskt utseende. Den har rostfärgat huvud, brunaktig rygg och vitt på strupe och bröst. På flankerna syns svartvit tvärbandning och benen är korallröda. Den saknar den mörka hjässan hos liknande rödsidig dvärgrall. Lätet beskrivs som ett gutturalt tjattrande.

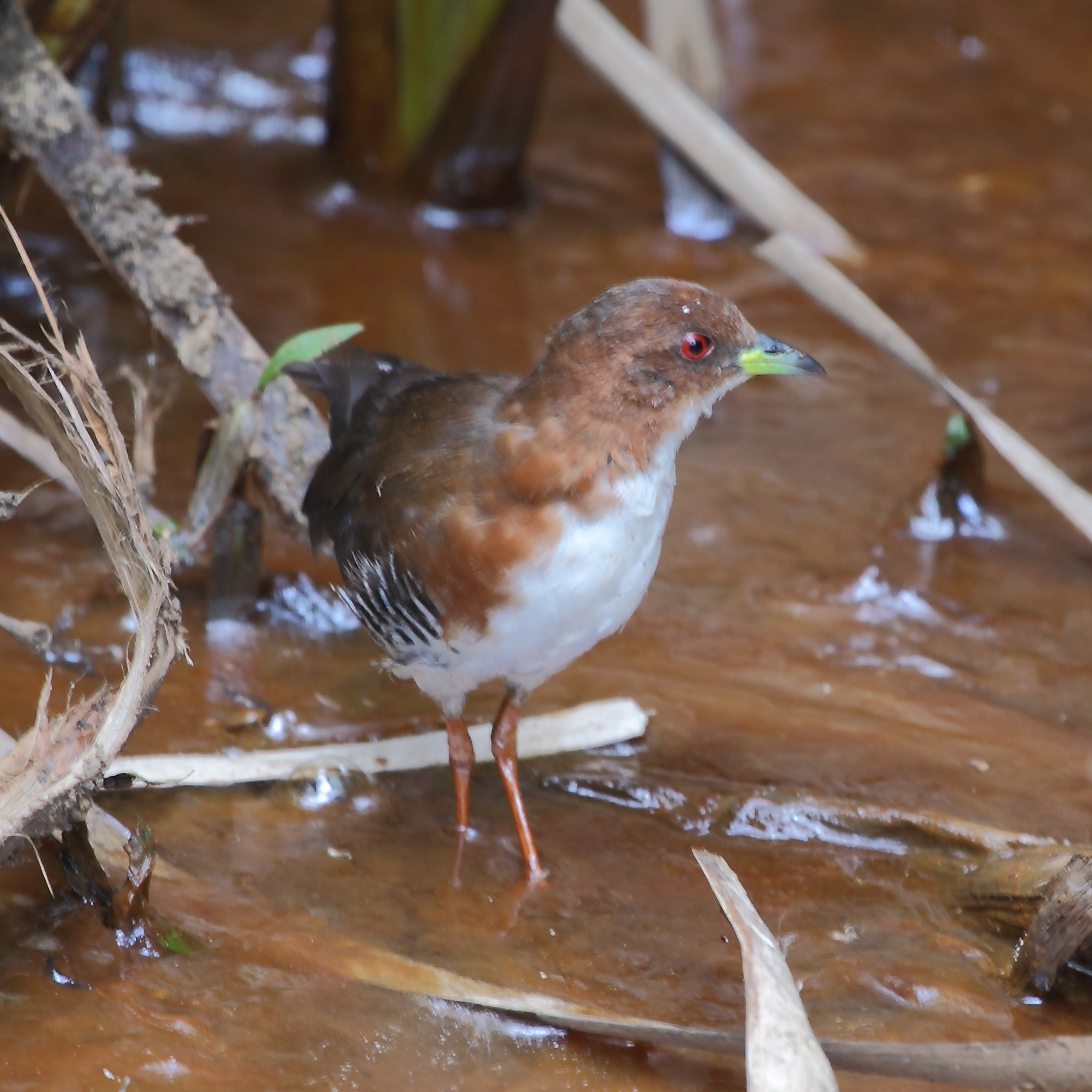

## Utseende och systematik
Fågeln förekommer i sankmarker från sydöstra Brasilien till Uruguay, Paraguay och norra Argentina. Den behandlas som monotypisk, det vill säga att den inte delas in i några underarter.

### Släktskap
Rödvit dvärgrall placerades tidigare i släktet Laterallus men har förts till Rufirallus efter genetiska studier. Den är allra närmast släkt med den fåtaliga och lokalt förekommande arten rödhuvad dvärgrall (Rufirallus xenopterus).

## Levnadssätt
Rödvit dvärgrall hittas i våtmarker med högt och grovt gräs. Den är mycket svår att få syn på och avslöjas vanligen av sitt läte. 

## Status
Arten har ett stort utbredningsområde och beståndet anses vara stabilt. Internationella naturvårdsunionen IUCN listar den därför som livskraftig (LC). Världspopulationen uppskattas till mellan 25 000 och 100 000 individer.